# Députés de la VIIIe législature de la république de Guinée
 (janvier 2024).
Cet article dresse, la liste des 144 députés guinéens de la VIIIe législature de la république, ouverte le 16 janvier 2014 jusqu'à l'élection du 22 mars 2020.
- Haut – A
- B
- C
- D
- E
- F
- G
- H
- I
- J
- K
- L
- M
- N
- O
- P
- Q
- R
- S
- T
- U
- V
- W
- X
- Y
- Z

## Méthodologie
La liste recense les députés siégeant à l'Assemblée nationale, soit élus à l'issue des élections législatives du 28 septembre 2013, soit suppléant les élus ayant été nommés au gouvernement ou décédés, soit élus à l'occasion d'élections législatives partielles. Pour chaque député, la liste précise sa circonscription d'élection ainsi que le groupe auquel il appartient. Sauf indication contraire, les députés et suppléants siégeant ont été élus lors des élections législatives du 28 septembre 2013.
Un député est qualifié de « dissident », lorsqu'il siège dans un groupe parlementaire autre que celui dans lequel la majorité des membres de son parti est affiliée. Cet état de dissidence disparaît lorsque le député cesse officiellement d'être adhérent à son parti d'origine.
Lors de la nomination au gouvernement ou du décès d'un député, son suppléant devient député (un mois après en cas d'acceptation d'une fonction gouvernementale). En outre, les ministres élus quittant le gouvernement peuvent retrouver leur siège, sans passer par une élection partielle, à l'issue d'un délai d'un mois.

## Groupes parlementaires
Outre les députés non-inscrits, l'Assemblée nationale comptais trois groupes parlementaires en Guinée.
|  | Groupe                               | Partis                                     | Membres | Positionnement |
|  | ------------------------------------ | ------------------------------------------ | ------- | -------------- |
|  | Groupe de la majorité présidentielle | RPG Arc-en-ciel, UPR, PNR, GUD, NGR et PTS | 57      | Majorité       |
|  | Alliance républicaine                | UFR, PGRP, RDIG et l'UPG                   | 14      | Opposition     |
|  | Libéraux-démocrates                  | UFDG                                       | 39      | Opposition     |
|  | Non inscrit                          | UGDD, UPG, PEDN et GPT                     | 4       | Opposition     |

## A
| Portrait | Député                       | Circonscription              | Date de naissance | Groupe Parlementaire  | Commission                                      | Fonction                          | Parti | Mandats | Sortant | Suppléant |
| -------- | ---------------------------- | ---------------------------- | ----------------- | --------------------- | ----------------------------------------------- | --------------------------------- | ----- | ------- | ------- | --------- |
|          | Aribot Baidy                 | Député uninominal Kaloum     |                   | Alliance Républicaine | Bureau de l’assemblée                           | 4ème secrétaire parlementaire     | UFR   |         |         |           |
|          | Mamadou Salim Bah            | Liste nationale              |                   | RPG Arc-en-ciel       | Bureau de l’assemblée                           | 4ème vice-président               | UPR   |         |         |           |
|          | Alpha Ibrahima Sila Bah      | Liste nationale              |                   | Alliance Républicaine | Information, communication                      | Membre de commission              | PGRP  |         |         |           |
|          | Mariama Bah                  | Liste nationale              |                   | Libéraux-démocrates   | Aménagement du territoire et transports         | Membre de commission              | UFDG  |         |         |           |
|          | Mariama Taata Bah            | Liste nationale              |                   | Libéraux-démocrates   | Défense et sécurité                             | Membre de commission              | UFDG  |         |         |           |
|          | Alpha Souleymane Bah Fisher  | Liste nationale              |                   | RPG Arc-en-ciel       | Affaires étrangères et guinéens de l’étranger   | Membre de commission              | PNR   |         |         |           |
|          | Thierno kadiatou Bah         | Liste nationale              |                   | RPG Arc-en-ciel       | Affaires étrangères et guinéens de l’étranger   | Membre de commission              | RPG   |         |         |           |
|          | Mohamed Aliou Bah            | Député uninominal Ratoma     |                   | Libéraux-démocrates   | Mines et industrie                              | Membre de commission              | UFDG  |         |         |           |
|          | Assiatou Diallo Bah          | Liste nationale              |                   | Libéraux-démocrates   | Information, communication                      | Membre de commission              | UFDG  |         |         |           |
|          | Aissatou Bobo Baldé          | Liste nationale              |                   | RPG Arc-en-ciel       | Environnement et ressources naturelles          | 1ère vice-présidente              | RPG   |         |         |           |
|          | Jamsedine Baldé              | Liste nationale              |                   | Libéraux-démocrates   | Affaires économiques, financières et du plan    | Membre de commission              | UFDG  |         |         |           |
|          | Habib Baldé                  | Liste nationale              |                   | Non inscrit           | Fonction publique                               | Membre de commission              | GPT   |         |         |           |
|          | Mamadou Cellou Baldé         | Député uninominal Labé       |                   | Libéraux-démocrates   | Lois                                            | Membre de commission              | UFDG  |         |         |           |
|          | Alpha Mamadou Baldé          | Député uninominal Tougué     |                   | Libéraux-démocrates   | Environnement et ressources naturelles          | Rapporteur de commission          | UFDG  |         |         |           |
|          | Mamadou Alpha Baldé          | Député uninominal Koubia     |                   | Libéraux-démocrates   | Défense et sécurité                             | Membre de commission              | UFDG  |         |         |           |
|          | Ibrahima Bangoura            | Liste nationale              |                   | Alliance Républicaine | Contrôle et comptabilité                        | vice-président                    | UFR   |         |         |           |
|          | Moussa Bangoura              | Liste nationale              |                   | Alliance Républicaine | Contrôle et comptabilité                        | Membre de commission              | UFR   |         |         |           |
|          | Saikou Yaya Barry            | Liste nationale              |                   | Alliance Républicaine | Information, communication, Arts et culture     | Président de commission           | UFR   |         |         |           |
|          | Aissatou Barry               | Liste nationale              |                   | Libéraux-démocrates   | Santé, éducation, affaires sociales et jeunesse | Membre de commission              | UFDG  |         |         |           |
|          | Thierno Abdourahmane Barry   | Liste nationale              |                   | Libéraux-démocrates   | Affaires économiques, financières et du plan    | Membre de commission              | UFDG  |         |         |           |
|          | Amadou Damaro Camara         | Liste nationale              |                   | RPG Arc-en-ciel       | Groupe parlementaire                            | Président du groupe Parlementaire | RPG   |         |         |           |
|          | Sékou Camara                 | Liste nationale              |                   | RPG Arc-en-ciel       | Environnement et ressources naturelles          | Membre de commission              | RPG   |         |         |           |
|          | Sékou Benna Camara           | Liste nationale              |                   | RPG Arc-en-ciel       | Environnement et ressources naturelles          | Président de commission           | GUD   |         |         |           |
|          | Abdourahamane Sinkoun Camara | Député uninominal Coyah      |                   | RPG Arc-en-ciel       | Mines et industrie                              | Président de commission           | RPG   |         |         |           |
|          | Daouda David Camara          | Liste nationale              |                   | RPG Arc-en-ciel       | Bureau assemblée nationale                      | secrétaire parlementaire          | NGR   |         |         |           |
|          | Djènè Saran Camara           | Liste nationale              |                   | RPG Arc-en-ciel       | Défense et sécurité                             | Présidente de commission          | RPG   |         |         |           |
|          | Mamadouba Tawel Camara       | Liste nationale              |                   | RPG Arc-en-ciel       | Défense et sécurité                             | Membre de commission              | RPG   |         |         |           |
|          | Fatoumata Boh Camara         | Liste nationale              |                   | RPG Arc-en-ciel       | Bureau assemblée nationale                      | 2ème Questeur                     | RPG   |         |         |           |
|          | Moriba Gopou Camara          | Député uninominal Yomou      |                   | RPG Arc-en-ciel       | Lois                                            | Membre de commission              | RPG   |         |         |           |
|          | Elhadj Momo II Camara        | Député uninominal Dubréka    |                   | RPG Arc-en-ciel       | Information, communication                      | Membre de commission              | RPG   |         |         |           |
|          | Amara Camara                 | Liste nationale              |                   | RPG Arc-en-ciel       | Lois                                            | Membre de commission              | RPG   |         |         |           |
|          | Saloum Cisé                  | Liste nationale              |                   | RPG Arc-en-ciel       | Bureau assemblée nationale                      | 1er vice-président                | RPG   |         |         |           |
|          | Sidiki Cissé                 | Député uninominal Fria       |                   | RPG Arc-en-ciel       | Santé, éducation, affaires sociales et jeunesse | 1er vice-président                | RPG   |         |         |           |
|          | Fatoumata Tonguino Cissoko   | Députée uninominale Dabola   |                   | RPG Arc-en-ciel       | Bureau assemblée nationale                      | 2ème secrétaire parlementaire     | RPG   |         |         |           |
|          | Mamadou N’fa Condé           | Liste nationale              |                   | RPG Arc-en-ciel       | Défense et sécurité                             | Membre de commission              | RPG   |         |         |           |
|          | Aliou Condé                  | Liste nationale              |                   | Libéraux-démocrates   | Aménagement du territoire et transports         | Membre de commission              | UFDG  |         |         |           |
|          | Bandian Neyba Condé          | Liste nationale              |                   | RPG Arc-en-ciel       | Santé, éducation, affaires sociales et jeunesse | Membre de commission              | RPG   |         |         |           |
|          | Naby Nouhan Condé            | Liste nationale              |                   | RPG Arc-en-ciel       | Défense et sécurité                             | Membre de commission              | RPG   |         |         |           |
|          | N’vayanga Condé              | Député uninominal Beyla      |                   | RPG Arc-en-ciel       | Mines et industrie                              | Membre de commission              | RPG   |         |         |           |
|          | Eva Kross                    | Députée uninominale Mandiana |                   | RPG Arc-en-ciel       | Mines et industrie                              | Rapporteur de commission          | RPG   |         |         |           |
|          | Aissata Daffé                | Liste nationale              |                   | Alliance Républicaine | Mines et industrie                              | Membre de commission              | UFR   |         |         |           |
|          | Bakary Diakité               | Liste nationale              |                   | RPG Arc-en-ciel       | Bureau assemblée nationale                      | 3ème secrétaire parlementaire     | RPG   |         |         |           |
|          | Abdoulaye Diouma Diallo      | Liste nationale              |                   | Libéraux-démocrates   | Bureau assemblée nationale                      | 3ème vice Président               | UFDG  |         |         |           |
|          | Ibrahima Diallo              | Député uninominal Lélouma    |                   | Libéraux-démocrates   | Environnement et ressources naturelles          | Membre de commission              | UFDG  |         |         |           |
|          | Dian Bailo Diallo            | Député uninominal Télimélé   |                   | Libéraux-démocrates   | Environnement et ressources naturelles          | Membre de commission              | UFDG  |         |         |           |
|          | Mamadou Dian Diallo          | Liste nationale              |                   | Libéraux-démocrates   | Affaires étrangères et guinéens de l’étranger   | Membre de commission              | UFDG  |         |         |           |
|          | Abdoulaye Diallo             | Liste nationale              |                   | Libéraux-démocrates   | Mines et industrie                              | Membre de commission              | UFDG  |         |         |           |
|          | Amadou Diallo                | Liste nationale              |                   | Libéraux-démocrates   | Lois                                            | Vice Président                    | UFDG  |         |         |           |
|          | Fatoumata Binta Diallo       | Liste nationale              |                   | Libéraux-démocrates   | Défense et sécurité                             | Membre de commission              | UFDG  |         |         |           |
|          | Fatoumata Diallo             | Liste nationale              |                   | Libéraux-démocrates   | Affaires étrangères et guinéens de l’étranger   | Membre de commission              | UFDG  |         |         |           |
|          | Mamadou Mouctar Diallo       | Liste nationale              |                   | Libéraux-démocrates   | Délégations                                     | Membre de commission              | UFDG  |         |         |           |
|          | Alpha Ousmane Diallo         | Liste nationale              |                   | Libéraux-démocrates   | Affaires économiques, financières et du plan    | Vice Président                    | UFDG  |         |         |           |
|          | Mamadou Kenda Diallo         | Liste nationale              |                   | Libéraux-démocrates   | Contrôle et comptabilité                        | Membre de commission              | UFDG  |         |         |           |
|          | Alpha Mohamed Diallo         | Liste nationale              |                   | RPG Arc-en-ciel       | Affaires économiques, financières et du plan    | Membre de commission              | RPG   |         |         |           |
|          | Zalikatou Diallo             | Liste nationale              |                   | Non inscrite          | Aménagement du territoire et transports         | Membre de commission              | PEDN  |         |         |           |
|          | Cellou Dalein Diallo         | Liste nationale              |                   | Libéraux-démocrates   | Information, communication                      | Membre de commission              | UFDG  |         |         |           |
|          | Ramatoulaye Labo Diallo      | Liste nationale              |                   | RPG Arc-en-ciel       | Information, communication                      | Membre de commission              | RPG   |         |         |           |
|          | Ousmane Gaoual Diallo        | Député uninominal Gaoual     |                   | Libéraux-démocrates   | Défense et sécurité                             | Vice Président                    | UFDG  |         |         |           |
|          | Hamadou Diallo               | Député uninominal Mali       |                   | Libéraux-démocrates   | Emploi et fonction publique                     | Membre de commission              | UFDG  |         |         |           |
|          | Hawa Binta Diallo            | Député uninominal Dalaba     |                   | Libéraux-démocrates   | Emploi et fonction publique                     | Membre de commission              | UFDG  |         |         |           |
|          | Hadja Fatoumata Binta Diallo | Député uninominal Koundara   |                   | Libéraux-démocrates   | Environnement et ressources naturelles          | Membre de commission              | UFDG  |         |         |           |
|          | Mamadi Diawara               | Liste nationale              |                   | RPG Arc-en-ciel       | Délégations                                     | Membre de commission              | PTS   |         |         |           |
|          | Jean Marie Doré              | Liste nationale              |                   | Non inscrit           | Lois                                            | Membre de commission              | UPG   |         |         |           |
|          | Abdoulaye Doukouré           | Liste nationale              |                   | RPG Arc-en-ciel       | Affaires étrangères et guinéens de l’étranger   | Membre de commission              | RPG   |         |         |           |
|          | Mohamed Aly Doumbouya        | Député uninominal Matoto     |                   | Alliance Républicaine | Affaires économiques, financières et du plan    | Membre de commission              | UFR   |         |         |           |
|          | Demba Fadiga                 | Député uninominal Kindia     |                   | RPG Arc-en-ciel       | Aménagement du territoire et transports         | Membre de commission              | RPG   |         |         |           |
|          | Luceny Fofana                | Député uninominal Kindia     |                   | RPG Arc-en-ciel       | Bureau assemblée nationale                      | 2ème vice Président               | RPG   |         |         |           |
|          | Fofana Fodé Oussou           | Liste nationale              |                   | Libéraux-démocrates   | Groupe parlementaire                            | Président du groupe Parlementaire | UFDG  |         |         |           |
|          | Fofana Marie Anne            | Liste nationale              |                   | Libéraux-démocrates   | Emploi et fonction publique                     | Membre de commission              | UFDG  |         |         |           |
|          | Sory Haba                    | Député uninominal N’zérékoré |                   | RPG Arc-en-ciel       | Emploi et fonction publique                     | Membre de commission              | RPG   |         |         |           |
|          | Ousmane Kaba                 | Liste nationale              |                   | RPG Arc-en-ciel       | Affaires économiques, financières et du plan    | Président de commission           | RPG   |         |         |           |
|          | Aly Kaba                     | Député uninominal Kouroussa  |                   | RPG Arc-en-ciel       | Défense et sécurité                             | Rapporteur de commission          | RPG   |         |         |           |
|          | Michel Kamano                | Liste nationale              |                   | RPG Arc-en-ciel       | Affaires économiques, financières et du plan    | Vice Président de commission      | RPG   |         |         |           |
|          | Mohamed Lamine Kamissoko     | Liste nationale              |                   | RPG Arc-en-ciel       | Emploi et fonction publique                     | Membre de commission              | RPG   |         |         |           |
|          | Mamadi Kandé                 | Liste nationale              |                   | RPG Arc-en-ciel       | Lois                                            | Président de commission           | RPG   |         |         |           |
|          | Diao Kanté                   | Liste nationale              |                   | RPG Arc-en-ciel       | Affaires étrangères et guinéens de l’étranger   | Président de commission           | GRUP  |         |         |           |
|          | Abdoulaye Bernard Keita      | Député uninominal Coyah      |                   | RPG Arc-en-ciel       | Député uninominal Coyah                         | 1er Questeur                      | RPG   |         |         |           |
|          | Claude Kory Kondiano         | Liste nationale              |                   | RPG Arc-en-ciel       | Bureau assemblée nationale                      | Président                         | RPG   |         |         |           |
|          | Ben Youssouf Keita           | Liste nationale              |                   | Libéraux-démocrates   | Santé, éducation, affaires sociales et jeunesse | Membre de commission              | UFDG  |         |         |           |
|          | Sékou Konaté                 | Député uninominal Kankan     |                   | RPG Arc-en-ciel       | Affaires économiques, financières et du plan    | Vice Président de commission      | RPG   |         |         |           |
|          | Nantènin Konaté              | Liste nationale              |                   | RPG Arc-en-ciel       | Affaires étrangères et guinéens de l’étranger   | Vice Présidente de commission     | RPG   |         |         |           |
|          | Bangaly Kourouma             | Liste nationale              |                   | RPG Arc-en-ciel       | Lois                                            | Vice Président de commission      | RPG   |         |         |           |
|          | Lancinet Sény Kourouma       | Liste nationale              |                   | RPG Arc-en-ciel       | Défense et sécurité                             | Membre de commission              | RPG   |         |         |           |
|          | Holomo koni Kourouma         | Liste nationale              |                   | Non inscrit           | Affaires économiques, financières et du plan    | Membre de commission              | UGDD  |         |         |           |
|          | Nanfadima Magassouba         | Liste nationale              |                   | RPG Arc-en-ciel       | Délégations                                     | Membre de commission              | RPG   |         |         |           |
|          | Anne-Marie Mansaré           | Liste nationale              |                   | RPG Arc-en-ciel       | Environnement et ressources naturelles          | Rapporteur de commission          | RPG   |         |         |           |
|          | Fodé Amara Maréga            | Député uninominal Dinguiraye |                   | Libéraux-démocrates   | Éducation                                       | Président de commission           | UFDG  |         |         |           |
|          | Aly Nabé                     | Liste nationale              |                   | RPG Arc-en-ciel       | Aménagement du territoire et transports         | Membre de commission              | RPG   |         |         |           |
|          | Abdoul Karim Oularé          | Député uninominal Faranah    |                   | RPG Arc-en-ciel       | Développement rural                             | Membre de commission              | RPG   |         |         |           |
|          | Sékou Savané                 | Député uninominal Siguiri    |                   | RPG Arc-en-ciel       | Mines et industrie                              | Membre de commission              | RPG   |         |         |           |
|          | Aissata Soumah               | Députée uninominale Boffa    |                   | Alliance Républicaine | Santé, éducation, affaires sociales et jeunesse | Membre de commission              | UFR   |         |         |           |
|          | Aboubacar Soumah             | Député uninominal Dixinn     |                   | Libéraux-démocrates   | Mines et industrie                              |                                   | UFDG  |         |         |           |
|          | Mamadou Diouldé Sow          | Député uninominal Pita       |                   | Libéraux-démocrates   | Affaires étrangères et guinéens de l’étranger   | vice-président                    | UFDG  |         |         |           |
|          | Mamadou Sylla                | Liste nationale              |                   | RPG Arc-en-ciel       | Commerce, Artisanat, Tourisme                   |                                   | RPG   |         |         |           |
|          | Alpha Sylla                  | Liste nationale              |                   | RPG Arc-en-ciel       | Affaires économiques, financières et du plan    | Membre de commission              | RPG   |         |         |           |
|          | Abdoulaye Sylla              | Liste nationale              |                   | RPG Arc-en-ciel       | Affaires économiques, financières et du plan    | Membre de commission              | RPG   |         |         |           |
|          | Aboubacar Sylla              | Liste nationale              |                   | Libéraux-démocrates   | Santé, éducation, affaires sociales et jeunesse | Président de commission           | UFDG  |         |         |           |
|          | Elhadj Dembo Sylla           | Liste nationale              |                   | RPG Arc-en-ciel       | Bureau de l’assemblée                           | 1er secrétaire parlementaire      | RPG   |         |         |           |
|          | Abdoulaye Sylla              | Député uninominal Boké       |                   | Alliance Républicaine | Lois                                            | Membre de commission              | UFR   |         |         |           |
|          | Jean Marc Telliano           | Liste nationale              |                   | Alliance Républicaine | Emploi et fonction publique                     | Président de commission           | RDIG  |         |         |           |
|          | Pépé Toupou                  | Député uninominal Macenta    |                   | RPG-Arc-en-ciel       | Aménagement du territoire, Transports           | Vice Président de commission      | RPG   |         |         |           |
|          | Ibrahima Sory Touré          | Liste nationale              |                   | Libéraux-démocrates   | Environnement et Ressources naturelles          | Membre de commission              | UFDG  |         |         |           |
|          | Ibrahima Deen Touré          | Député uninominal Matam      |                   | Alliance Républicaine | Groupe parlementaire                            | Président de commission           | UFR   |         |         |           |
|          | Christian Sinata Touré       | Député uninominal Lola       |                   | Alliance Républicaine | Bureau assemblée nationale                      | 4ème secrétaire parlementaire     | UPG   |         |         |           |
|          | Sidya Touré                  | Liste nationale              |                   | Alliance Républicaine | Non inscrit                                     |                                   | UFR   |         |         |           |
|          | Fodé Mangué Touré            | Liste nationale              |                   | RPG Arc-en-ciel       | Aménagement du territoire, Transports           | Membre de commission              | RPG   |         |         |           |
|          | Yaya Traoré                  | Liste nationale              |                   | RPG Arc-en-ciel       | Emploi et fonction publique                     | 2ème vice Président               | RPG   |         |         |           |
|          | Djessira Traoré              | Députée uninominale Mamou    |                   | Libéraux-démocrates   | Défense et Sécurité                             | Membre de commission              | UFDG  |         |         |           |
|          | Djantou Traoré               | Liste nationale              |                   | RPG Arc-en-ciel       | Santé, éducation, affaires sociales et jeunesse | 2ème vice Président               | RPG   |         |         |           |
|          | Ibrahima Sory Touré          | Liste nationale              |                   | RPG Arc-en-ciel       | Comptabilité et contrôle                        | Président de commission           | RPG   |         |         |           |
|          | Kalemodou Yansané            | Liste nationale              |                   | Libéraux-démocrates   | Mines et industrie                              | 2ème vice Président               | UFDG  |         |         |           |
|          | N’faly Yaradouno             | Député uninominal Guéckédou  |                   | RPG Arc-en-ciel       | Mines et industrie                              | Membre de commission              | RPG   |         |         |           |
|          | Bakary Goyo Zoumanigui       | Liste nationale              |                   | Alliance républicaine | Aménagement du territoire,Transports            | 2ème vice Président               | UFR   |         |         |           |
|          | Lansana Kouyaté              |                              |                   |                       | N’a pas siégé                                   | N’a pas siégé                     |       |         |         |           |

## Observations
Sur les 114 élus, cette législature est composée de 21 femmes, c'est un homme qui est élu président de l’Assemblée nationale comme cela a été depuis 1958 et de même qu'à la présidence de tous les groupes parlementaires.